# Минарет Кутлуг-Тимура
Минаре́т Кутлу́г-Тиму́ра (туркм. Gutlug Temiriň minarasy) — минарет, построенный в 1320—1330 годах наместником золотородынского хана Кутлуг-Тимуром из рода кунграт и расположенный на территории древнего городища, входящего в состав г. Кёнеургенч в Дашогузском велаяте Туркменистана.

## История
В XIII-XIV вв. северная часть современного Туркменистана входила с состав Золотой Орды. Минарет был построен в 1320—1330 годах наместником золотородынского хана Кутлуг-Тимуром из рода кунграт.

## Описание
Высота минарета достигает 60 метров, по другим данным — 62 метра, и является самым высоким минаретом и архитектурным памятником во всей Средней Азии. Для сравнения, высота второго по высоте минарета региона — минарета Ислам-ходжи в Хиве составляет 56,6 метров, а третьим по высоте является минарет мечети Хаст-Имам в Ташкенте, достигая 53 метров.
Минарет Кутлуг-Тимура вместе с остальными архитектурными, археологическими, религиозными и культурными объектами города Кёнеургенч, входит в список объектов всемирного наследия ЮНЕСКО в Туркменистане под названием «Куня-Ургенч».

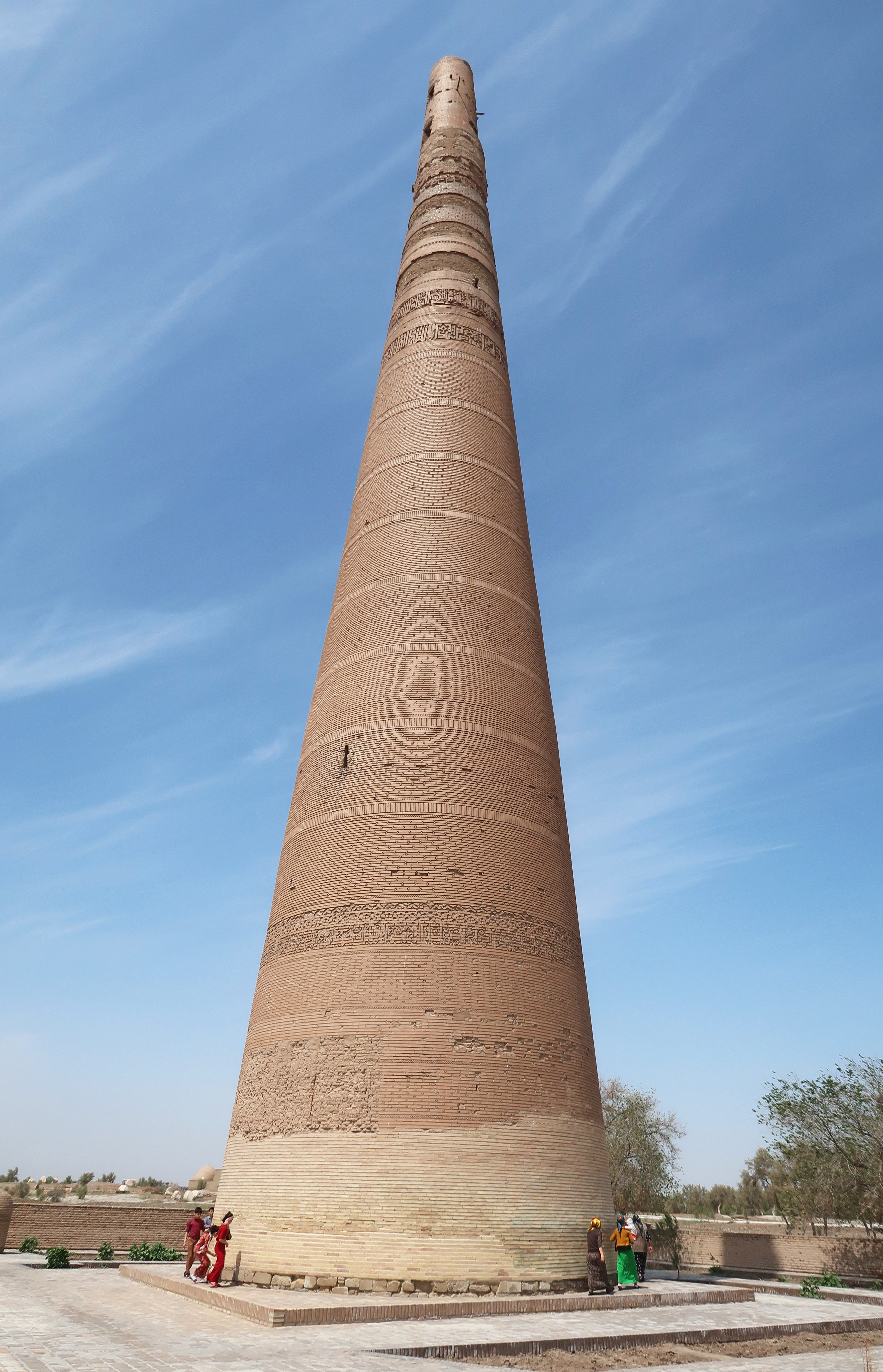

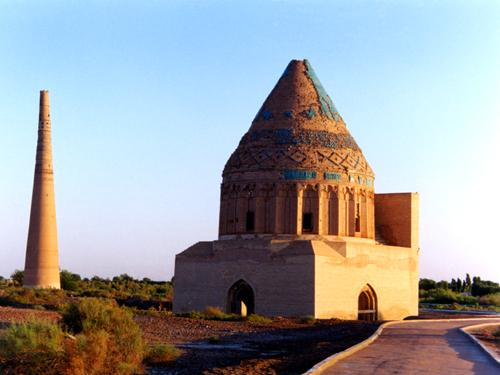
Мавзолей Султан-Текеша, на заднем плане минарет Кутлуг-Тимура, Кёнеургенч, Туркменистан

Расположен на территории Кёнеургенчского национального историко-культурного музея-заповедника. Вблизи минарета находится древний мавзолей Султан-Текеша. Во время постройки данного минарета, Кутлуг-Тимур являлся правителем Куня-Ургенча и его окрестностей.
Минарет построен из керамического кирпича. Диаметр у основания — 12 метров, на самом верху — примерно два метра, внутри идет винтовая лестница в 145 ступеней. Архитектура минарета является ярким образцом школы хорезмских мастеров-архитекторов. Некоторый наклон минарета особенно заметен в его верхней части. Предполагается, что причиной этому были землетрясения или пожар, вызвавший неравномерный нагрев кладки. На минарете сохранились надписи куфической арабской вязью, на которых записаны имя Кутлуг-Тимура, а также имя Узбек-хана — хана Золотой Орды в 1313—1341 годах. Это, вероятно, связано с тем, что Кутлуг Тимур был двоюродным братом по женской линии хана Золотой Орды Узбек-хана.
В древности к минарету вплотную примыкала мечеть, и вход к минарету находился внутри мечети. Данный минарет принадлежит к группе из примерно 60 минаретов и башен, построенных между XI и XIV веками в Центральной Азии, Иране и Афганистане. Ярким примером схожести и времени постройки можно считать Джамский минарет на территории нынешнего Афганистана.
Минарет Кутлуг-Тимура был изображён на одной из купюр туркменского маната, достоинством в 500 манатов, выпуска 1993 года, который ныне вышел из обращения.

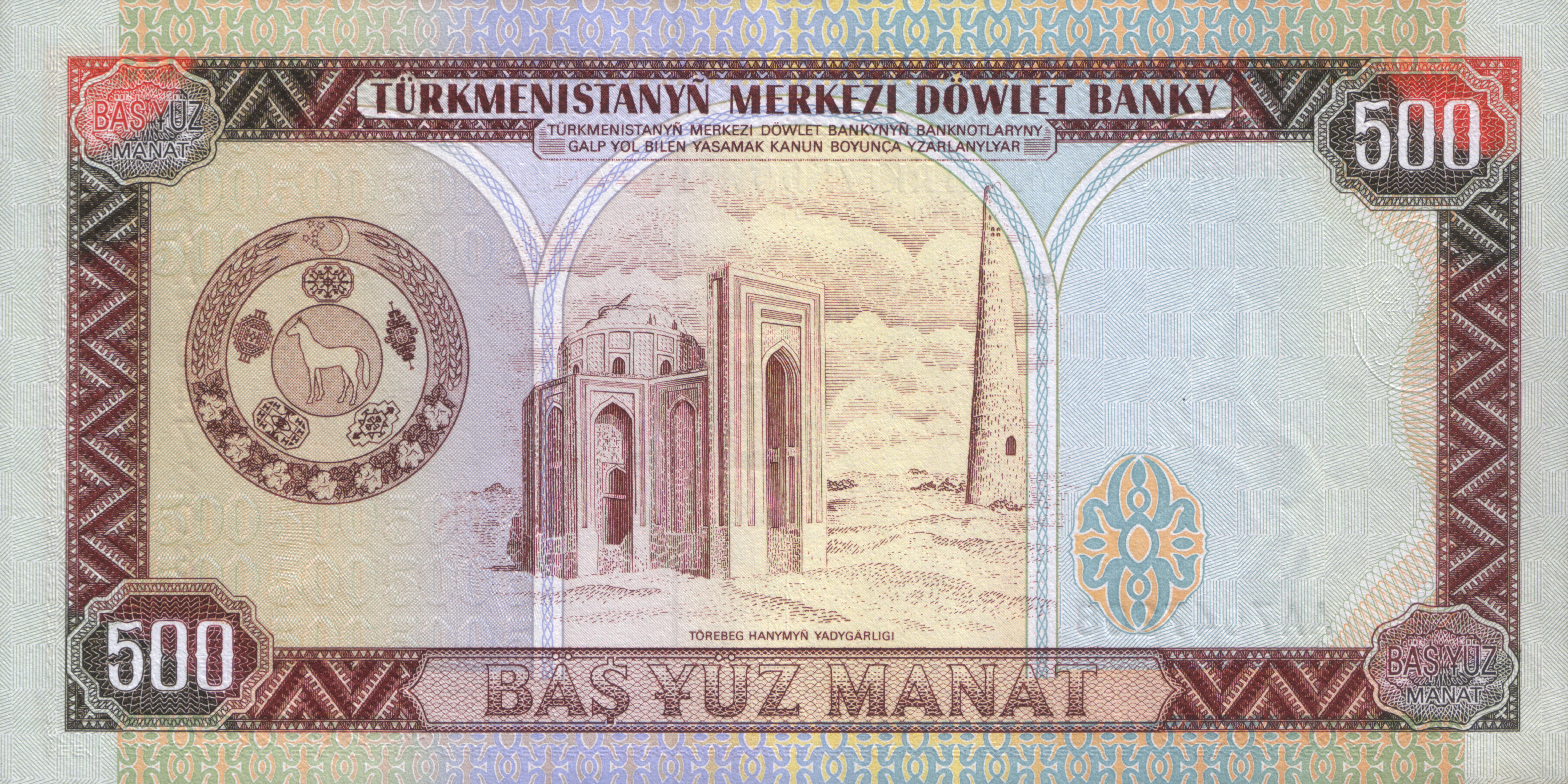
Минарет Кутлуг-Тимура на одной из купюр туркменского маната выпуска 1993 года